# Rho Tucanae
Rho Tucanae (62 Tucanae) é uma estrela na direção da constelação de Tucana. Possui uma ascensão reta de 00h 42m 28.30s e uma declinação de −65° 28′ 05.3″. Sua magnitude aparente é igual a 5.38. Considerando sua distância de 133 anos-luz em relação à Terra, sua magnitude absoluta é igual a 2.33. Pertence à classe espectral F6V.